# Quentin Pacher
Quentin Pacher é um ciclista francês nascido a 6 de janeiro de 1992 em Libourne. Milita nas filas do conjunto B&B Hotels-Vital Concept.

## Palmarés
2012 (como amador)
- 1 etapa da Ronde d'Isard

2018
- 1 etapa do Tour de Saboia[2]